# Pseudophlegethontia
Pseudophlegethontia — вимерлий рід тетраподоморфних аїстоподів. Це єдиний представник родини Pseudophlegethontiidae. Єдиним видом є типовий вид P. turnbullorum, названий у 2003 році. Скам'янілості Pseudophlegethontia були знайдені в пластах скам'янілостей Мейзон-Крік в окрузі Гранді, штат Іллінойс, заповіднику, відомому винятковою збереженістю таксонів Середньої Пенсільванії.
Pseudophlegethontia вважається морфологічно проміжним між похідними флегетонтіїдами та більш базальними «офідерпетонтідами», такими як Ophiderpeton. Він має базові ознаки, такі як відносно коротке тіло, «k-подібні» ребра та характерні кістки даху черепа, а також має кілька додаткових ознак, таких як загострена морда, тонка гастралія та відсутність дорсальних остеодерм. Зазвичай, але не одностайно, його розміщують як сестринський таксон флегетонтіїд, представлений Phlegethontia.